# 球麻痺
球麻痺 (きゅうまひ、英語: bulbar palsy) とは、延髄の下位運動ニューロンまたは脳幹外部の下部脳神経の損傷によって生じる第IX～XII脳神経の機能障害に関連したさまざまな症状を指す。
なお、「球」とは延髄の慣用語で、延髄を外から見るとボールのように丸いことによる。

## 症状

### 症状
- 嚥下障害
- 咀嚼困難
- 発話障害（はっきり話せない）
- 発声障害（声が出せない）
- 構音障害（呂律が回らない）

### 徴候
- 子音の発音不良による鼻声
- 舌の萎縮
- 流涎
- 軟口蓋の閉鎖不全（患者に「あー」と発声させることで確認する）
- 下顎反射の減弱または消失
- 絞扼反射の減弱または消失

四肢の下位運動ニューロンの障害が見られることもある。
重症筋無力症とは異なり、眼周囲の筋肉の運動は障害されない。

## 原因
- 遺伝性: 球脊髄性筋萎縮症、 急性間欠性ポルフィリン症
- 血管疾患: 延髄梗塞
- 変性疾患: 筋萎縮性側索硬化症、 延髄空洞症
- 炎症性/感染症性: ギラン・バレー症候群、急性灰白髄炎、ライム病
- 悪性腫瘍: 神経膠腫、悪性髄膜炎
- 毒性: ボツリヌス症、サソリ刺傷（特にセントルロイデス属のもの）[2]、一部の神経性ヘビ毒[2]
- 自己免疫性: 重症筋無力症

## 鑑別診断
偽性球麻痺は球麻痺と臨床症状は同様だが、偽性球麻痺は大脳皮質前頭葉の運動野から伸びる皮質脊髄路（上位運動ニューロン）が障害されることによって生じ、脳卒中が原因であることが多い。

## 治療
根治療法は存在しないため、支援療法が主体となる。